# Forum Hungaricum Nonprofit Kft.
A Forum Hungaricum Nonprofit Korlátolt Felelősségű Társaság a Nemzeti Filmtörténeti Élménypark, a Digitális Erőmű, valamint a MaNDA adatbázis üzemeltetője.

## MaNDA aggregációs adatbázis
A Forum Hungaricum adatbázisa a magyarországi múzeumok, könyvtárak, levéltárak, magángyűjtemények, civil szervezetek, kulturális- és oktatási profilú intézmények digitalizált kulturális javait egy közös felületen publikáló gyűjtemény, amely több mint 500.000 digitalizált kultúrkincset és 8 millió metaadatot tartalmaz. Az adatbázis célja a digitalizált értékek gyűjtése, rendszerezése és a szerzői jog keretei között a nyilvánosság számára hozzáférhetővé tétele, így nyújtva betekintést partnereinek állományába. Felfedi a kulturális tartalmakat, amelyeknek holléte egységes adatbázis híján nehezebben lenne beazonosítható. 
2013-tól kezdődően 180 – volt és jelenlegi – partnerintézmény adja közre digitalizált dokumentumait az adatbázison keresztül, a Közgyűjteményi Digitalizálási Stratégia Archiválva 2017. december 15-i dátummal a Wayback Machine-ben célrendszerével harmonizálva az Országos Kulturális Digitalizációs Közfoglalkoztatási Program segítségével. 
Az adatbázist üzemeltető Forum Hungaricum Nonprofit Kft. aggregátorként végzi a nemzeti kulturális értékek digitális formátumainak és a hozzájuk tartozó metaadatoknak az összegyűjtését és az Europeana Alapítvány felé történő exportálását, így az Európai Digitális Könyvtár nyilvános gyűjteményét is gyarapítja.
A Forum Hungaricum átvette a MaNDA európai uniós forrásból finanszírozott projektjeit és az ezekhez kapcsolódó közfeladatokat is:

## Nemzeti Filmtörténeti Élménypark
A Nemzeti Filmtörténeti Élménypark (Ózd) a legkorszerűbb technika segítségével mutatja be az ózdi Fúvógépház épületében a magyar filmművészet történetét, amely mellett a lengyel, cseh és szlovák filmtörténetbe is betekintést enged. A látogatók megismerkedhetnek a magyar és kelet-európai filmművészet meghatározó tematikai műfajaival és egyben lehetőségük nyílik arra, hogy az általuk kiválasztott filmtörténeti korszakra jellemző film egy-egy részletét egy hosszú siklópályával ellátott green box háttér előtt eljátsszák és újraforgassák.
Attrakciók:
- Viselettörténeti kiállítás
- Magyar filmtörténeti bemutató
- Magyar filmplakát gyűjtemény
- Lengyel, cseh és szlovák plakátgyűjtemény
- Jelmez- és díszletterv gyűjtemény
- Green screen lecsúszópálya
- Filmes karaoke
- Élethű filmes díszletek
- Archív filmtechnikai kiállítás

## Digitális Erőmű
Digitális Erőmű - A módszertani központ (Ózd), az egykori erőmű épületében található digitális kiállítótér és oktatási centrum. A digitális kultúra otthonaként és közvetítőjeként teret ad az elektronikus tananyagfejlesztésnek, online és személyes képzéseknek, a digitális Kárpát-medence kiállításnak, a nemzeti kultúrkincs digitális térinformációs rendszerének, a térség első szabaduló játékának, továbbá számos helyi közösségi programnak.
Állandó és időszaki kiállítások, programok az Erőműben:
- Informatikatörténeti tárlat
- Digitális Kárpát-medence kiállítás
- Szabadulószoba -“Elmevezérlő”

Szolgáltatások:
- Kiállítások
- Konferenciák
- Esküvők
- Terembérlés
- Továbbképzések

### Miskolci Egyetem a Digitális Erőműben
2017. június 27-én használati szerződést kötött a Forum Hungaricum Nonprofit Kft. és a Miskolci Egyetem ózdi kihelyezett képzés infrastruktúrájának biztosítása érdekében. Az egyetem akkreditált anyagmérnöki és szociális munka alapszakos nappali tagozatos képzéseket folytat Ózdon, az Ózd Város Önkormányzata által rendelkezésre bocsátott Ózdi Tiszti Kaszinó épülete mellett, a Forum Hungaricum Nonprofit Kft. által üzemeltetett Digitális Erőműben.

## Digipédia
A Digitális Erőmű ad otthon a Digipédia elnevezésű közoktatást kiszolgáló rendszernek, amely korszerű pedagógiai módszertani lehetőségeket kínál a tanárok számára, felhasználva a magyarországi múzeumok, könyvtárak, levéltárak, magángyűjtemények, civil szervezetek, kulturális- és oktatási profilú intézmények digitalizált kulturális javait.

## AB Expo Kiállítási és Rendezvényközpont
A Békés Megyei Kormányhivatal, a Békés Megyei Vállalkozásfejlesztési Közhasznú Alapítvány, a Békés Megyei Kereskedelmi és Iparkamara, valamint az Aradi kereskedelmi, Ipari- és Agrárkamara közös projektjeként felépült új multifunkcionális csarnok egy határon átnyúló együttműködési program, a Közös EXPO, közös PIAC - Gazdasági és kereskedelemélénkítés Arad és Békés megyékben című projekt részeként jött létre. Az épület egy 1290 m2-es csarnokból, valamint kiszolgáló egységekből, irodákból és tárgyalóból áll.

## Közgyűjteményi Digitalizálási Stratégia
A magyar kormány Digitális Nemzet Fejlesztési Programja megvalósulásának elősegítése érdekében a kultúráért felelős tárca – az érintett közgyűjteményi és egyéb szakmai szervezetek bevonásával – 2017-ben kidolgozta a 2025-ig tartó Közgyűjteményi Digitalizálási Stratégiát Archiválva 2017. december 15-i dátummal a Wayback Machine-ben, amelynek legfőbb célja a kultúrához és a kulturális értékekhez való szabad hozzáférés biztosítása. A Közgyűjteményi Digitalizálási Stratégia végrehajtásában nagy szerep jut az ún. ágazati aggregátoroknak, amelyek az állam által dedikált szervezetként segítik a közgyűjteményi és közművelődési területek egy meghatározott szegmensének digitalizációs tevékenységét. Ágazati aggregátori feladatokat a következő intézmények kaptak: a könyvtári ágazatot az Országos Széchényi Könyvtár, a múzeumi ágazatot a Magyar Nemzeti Múzeum, a levéltári ágazatot a Magyar Nemzeti Levéltár az audiovizuális archívumok, mozgóképek ágazatát a Magyar Nemzeti Filmarchívum és Médiaszolgáltatás-támogató és Vagyonkezelő Alap (MTVA) Archívuma közösen, valamint a Közgyűjteményi Digitalizálási Stratégia révén − közfeladatként – a Forum Hungaricum Nonprofit Kft. (továbbiakban Forum Hungaricum) is ágazati aggregátori szerepkört kapott. 
Működési területéhez az egyéb (kulturális) intézmények, kiemelten egyházi fenntartású intézmények tartoznak. A Forum Hungaricumnak jelenleg önálló gyűjteménye − az általa fenntartott ózdi Digitális Erőmű és Nemzeti Filmtörténeti Élménypark saját gyűjteményeit leszámítva −  nincs, szakmai kapacitásának nagy részét az aggregátori feladatok ellátására tudja fordítani. A Forum Hungaricum működési területének meghatározása nem a közgyűjteményi terület hagyományos felosztása (könyvtár, levéltár, múzeum, audiovizuális archívum) szerint történt, hanem gyűjtőkörét elsősorban a tartalom unikális jellege, specialitása, egyedisége határozza meg. A Forum Hungaricum alapelve az információhoz való hozzáférés biztosítása, célja a társadalmi emlékezetrendszer kiemelkedő fontosságú kulturális intézményeiben őrzött, a mindenkori múlt különböző formátumú emlékeinek digitális másolata létrehozásában és feldolgozásában való közreműködés, a keletkezett digitális tartalmak megőrzése és hozzáférhetővé tétele. Működése formáját tekintve – a saját állandó szakemberállománya mellett – az országos közfoglalkoztatói státuszára alapul.